# サウロスクス
サウロスクス (Saurosuchus) は、三畳紀後期の南米に生息していた大型の爬虫類。学名の意味は「トカゲワニ」。当時の生態系の頂点に立つ強力な捕食者だったと考えられる。

## 概要
サウロスクスの完全標本は見つかっていないが、体長は6 - 9メートル (20 - 30 ft)と推定されている。頭から尻尾まで背甲が覆っている。

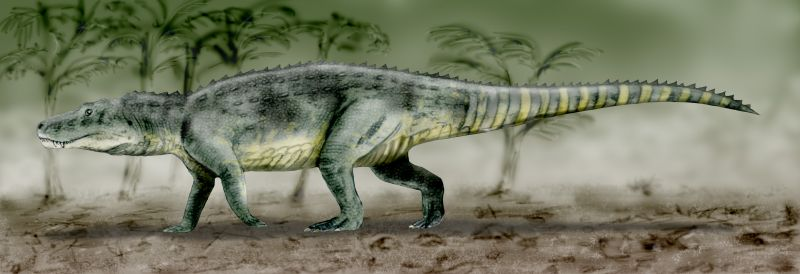
復元図

基準種のS. galilei はアルゼンチンのイスチグアラスト層から発見された骨格に基づき1959年に命名された。このホロタイプ標本は完全な頭蓋骨と胴椎、背甲、骨盤が含まれている。それ以外の骨(肋骨、頸椎、尾椎、肩胛骨)は他の標本で明らかにされた。2002年にアリゾナ州でもサウロスクス属の化石が見つかったと報告された。

## 系統
- 主竜類 Archosauria
  - クルロタルシ類 Crurotarsi
    - ラウイスクス類 Rauisuchia
      - プレストスクス科 Prestosuchidae
        - プレストスクス Prestosuchus
        - サウロスクス Saurosuchus

      - テラトサウルス Teratosaurus

    - ワニ目 Crocodilia

  - 鳥頸類 Ornithodira
    - 恐竜様類 Dinosauromorpha
      - 恐竜上目 Dinosaur